# ホープ・ドラーシク
ホープ・ドラーシク（Hope Dworaczyk、1984年11月21日 - ）は、アメリカ合衆国のPLAYBOYモデル、テレビホスト、リアリティ番組のパーソナリティ。 テキサス州ポート・ラヴァカ出身。55周年アニバーサリー・プレイメイトのオーディションの後、2009年4月号のプレイメイトとなり、その後2010年プレイメイト・オブ・ザ・イヤーに選出された。
ヴェルサーチなどのファッションブランドのツアーにも、モデルとして参加し、カナダのテレビ番組『Inside Fashion』の司会を務め、NBCの『アプレンティス4』に参加者として出演した。

## 来歴
PLAYBOY2009年4月号にはセス・ローゲンと共に表紙にも登場。床に開いた穴からローゲンが顔を出し、扇風機でドラーシクのスカートに下から風を当て捲れ上がらせている。センターフォールドのプレイメイト・ヌードグラビアはスティーブン・ウェイダ（Stephen Wayda）により撮影された。2010年6月プレイメイト・オブ・ザ・イヤー特集号には、彼女の通常の画像と共に3次元映像も掲載され、鑑賞用の3Dメガネが付録として付けられた。
E! チャンネル向けのカナダのテレビ番組『Inside Fashion』の司会者で、共同プロデューサーでもある。ファッションモデルとして、バレンシアガ、ロバート・ロドリゲス、ラナ・フックス、レイラ・ローズ、アバエーテ、ジョアンナ・マストロヤンニ、ロサ・チャ、XOXO（キスキス）、ミスシックスティなどのショーの舞台を踏んでいる。その他の特筆すべき経歴としては、東京・ミラノ・ロンドン・ニューヨークを巡るヴェルサーチのワールドツアーに同行した事、パテック・フィリップやエリー・サーブ、その他のブランドの印刷媒体向けキャンペーンに出演した事などが挙げられる。2009年5月からロサンゼルスを拠点とし、世界中のファッションウィークを飛び回っている。
ドラーシクは2011年の春、『アプレンティス』に参加した。彼女は7週でプロジェクト・マネージャーとしての仕事を得、非営利慈善ボランティア団体ベスト・バディーズ・インターナショナルのために20,000ドルを獲得した。その後9週目に解雇となり脱落、8位という結果に終った。番組出演に関して「私はベスト・バディーズのためにお金を勝ち取るまでは、脱落しない事を目標として出演しました。彼らのために行動する事が最大の動機でした。」と語った。彼女の「Dworaczyk」という苗字は発音するのが難しく、マネージャーやエージェントから再三改名するよう勧められたが拒否した。彼女の弁は「苗字を変えてしまうと、自分が全くの別人になるように思えます。苗字を守れた事に心から満足しています。」というものであった。